# Autosegment D
Autosegment D – klasa średnia samochodów osobowych, względnie duże i wygodne samochody rodzinne jak i sportowe. Do klasy tej zaliczane są klasyczne samochody osobowe charakteryzujące się wymiarami większymi od kompaktowych, zapewniającymi w miarę wygodną jazdę dla pięciu osób na dłuższych trasach. Wyposażone zazwyczaj w obszerny bagażnik, jednak nieco mniejsze i skromniej wyposażone od samochodów segmentu E. Występują one w kilku typach nadwozia: coupé, kombi i sedan oraz rzadziej jako hatchbacki czy liftbacki.

## Przykładowe modele

### Obecnie produkowane
- Alfa Romeo Giulia
- Audi A4
- Audi A5
- BMW serii 3
- BMW serii 4
- Honda Accord
- Ford Mondeo
- Infiniti Q50
- Jaguar XE
- Lexus IS
- Lexus RC
- Mazda 6
- Mercedes-Benz klasy C
- Opel Insignia
- Peugeot 508
- Citroen C5
- Renault Talisman
- Skoda Superb
- Subaru Legacy i Subaru Levorg
- Tesla Model 3
- Toyota Mirai
- Volvo S60 i Volvo V60
- Volkswagen Passat

### Nieprodukowane
- Alfa Romeo 159
- Chevrolet Epica
- Chrysler 200
- DS 5
- Fiat Croma
- Fiat Marea
- Hyundai i40
- Hyundai Sonata
- Kia Optima
- Mitsubishi Galant
- Nissan Primera
- Opel Vectra
- Renault Laguna
- Saab 9-3
- Suzuki Kizashi
- Toyota Avensis